# Arrondissement de Warendorf
L'arrondissement de Warendorf, en allemand Kreis Warendorf, est une division administrative allemande, située dans le land de Rhénanie-du-Nord-Westphalie.

## Situation géographique
L'arrondissement de Warendorf (Kreis Warendorf) est situé au nord du Land de Rhénanie-du-Nord-Westphalie et comprend la partie orientale du Pays de Münster. Il a des limites avec les arrondissements de Steinfurt, Coesfeld, Soest et Gütersloh ainsi que les villes-arrondissements de Hamm et Münster et l'arrondissement bas-saxon d'Osnabrück. Au sud, il est traversé par l'autoroute A 2 (Oberhausen-Hanovre).

## Histoire
L'arrondissement fut créé  le 1er janvier 1975 par loi du 9 juillet 1974 en fusionnant les anciens arrondissements de Beckum et de Warendorf.

## Communes
L'arrondissement compte 13 communes dont 9 villes (population du 31 décembre 2007):

communes dans l'arrondissement

* Chef-lieu de l'arrondissement
| Communes             | hab.   | km²    | hab./km² |
| -------------------- | ------ | ------ | -------- |
| Ahlen, ville         | 54 343 | 123,14 | 441      |
| Beckum, ville        | 37 170 | 111,39 | 334      |
| Beelen               | 6 366  | 31,35  | 203      |
| Drensteinfurt, ville | 15 388 | 106,42 | 145      |
| Ennigerloh, ville    | 20 322 | 125,15 | 162      |
| Everswinkel          | 9 438  | 68,72  | 137      |
| Oelde, ville         | 29 573 | 102,63 | 288      |
| Ostbevern            | 10 755 | 89,44  | 120      |
| Sassenberg, ville    | 14 331 | 78,08  | 184      |
| Sendenhorst, ville   | 13 298 | 96,66  | 138      |
| Telgte, ville        | 19 345 | 90,6   | 214      |
| Wadersloh            | 12 937 | 117,03 | 111      |
| Warendorf, ville *   | 38 375 | 176,76 | 217      |

## Politique

### Élections du préfet (Landrat)
|        | Scrutin du 12 septembre 1999    | Scrutin du 12 septembre 1999 | Scrutin du 12 septembre 1999 | Scrutin du 26 septembre 2004 | Scrutin du 26 septembre 2004 | Scrutin du 26 septembre 2004 |
| Parti  | Candidat                        | Votes                        | %                            | Candidat                     | Votes                        | %                            |
| ------ | ------------------------------- | ---------------------------- | ---------------------------- | ---------------------------- | ---------------------------- | ---------------------------- |
| CDU    | Dr. Wolfgang Dieter Kirsch      | 77 875                       | 60,3 %                       | Dr. Wolfgang Dieter Kirsch   | 77 776                       | 59,4 %                       |
| SPD    | Karsten Koch                    | 35 903                       | 27,8 %                       | Detlef Ommen                 | 39 235                       | 30,0 %                       |
| FDP    | Lothar Boden                    | 3 496                        | 2,7 %                        | Dr. Stefan Romberg           | 13 940                       | 10,6 %                       |
| Grünen | Petra Pähler vor der Holte-Paul | 5 303                        | 4,1 %                        |                              |                              |                              |
| KWG    | Elisabeth Kammann               | 5 257                        | 4,1 %                        |                              |                              |                              |
| PDS    | Knud Vöcking                    | 1 320                        | 1,0 %                        |                              |                              |                              |

### Élections du conseil (Kreistag)
|       | Scrutin du 26 septembre 2004 | Scrutin du 26 septembre 2004 | Scrutin du 26 septembre 2004 |
| Parti | Votes                        | %                            | Sièges                       |
| ----- | ---------------------------- | ---------------------------- | ---------------------------- |
| CDU   | 65 345                       | 49,5 %                       | 27                           |
| SPD   | 31 795                       | 24,1 %                       | 13                           |
| Grüne | 12 651                       | 9,6 %                        | 5                            |
| FWG   | 12 109                       | 9,2 %                        | 5                            |
| FDP   | 10 052                       | 7,6 %                        | 4                            |

## Juridiction
Juridiction ordinaire
- Cour d'appel (Oberlandesgericht) de Hamm
  - Tribunal régional (Landgericht) de Münster
    - Tribunal cantonal (Amtsgericht) d'Ahlen: Ahlen, Drensteinfurt, Sendenhorst
    - Tribunal cantonal de Beckum: Beckum, Oelde, Wadersloh
    - Tribunal cantonal de Warendorf: Beelen, Ennigerloh, Everswinkel, Ostbevern, Sassenberg, Telgte, Warendorf

Juridiction spéciale
- Tribunal supérieur du travail (Landesarbeitsgericht) de Hamm
  - Tribunal du travail (Arbeitsgericht) de Münster
- Tribunal administratif (Verwaltungsgericht) de Münster
- Tribunal des affaires de Sécurité sociale (Sozialgericht) de Münster

## Notices et références
1. ↑  Destatis
2. ↑  LDS NRW